# Salima Ghezali
Salima Ghezali (ur. 1958 roku w Bouira) – algierska dziennikarka i pisarka. Członkini Women in Europe and the Maghreb, założycielka i wydawca magazynu dla kobiet NYSSA, a także wydawca French weekly La Nation (Algeria). Salima Ghezali jest działaczką na rzecz poszanowania praw kobiet i praw człowieka, a także na rzecz demokracji w Algierii. W 1997 roku została jej przyznana Nagroda Sacharowa, coroczna nagroda ufundowana przez Parlament Europejski dla osób lub grup osób i organizacji zasłużonych w walce na rzecz praw człowieka i wolności.